# Global Consciousness Project
Das Global Consciousness Project (dt. „Globales Bewusstseinsprojekt“, Abk. GCP) ist ein langfristig angelegtes Experiment, an dem sich weltweit rund 100 Forscher und Ingenieure beteiligen. Mit Hilfe einer in Princeton entwickelten Technologie und Zufallsgeneratoren werden seit 1998 von einem weltweiten Netzwerk Daten gesammelt, die die Existenz eines „globalen Bewusstseins“ belegen sollen. Nach der Theorie des GCP erzeugen Ereignisse wie etwa Terroranschläge, die starke Emotionen bei vielen Menschen auslösen, messbare Ausschläge von dazu geeigneten Instrumenten. Die Daten werden über das Internet zu einem Server in Princeton übertragen, wo sie archiviert und analysiert werden.

## Methoden
Als Messgeräte dienen derzeit rund 50 weltweit verteilte Dioden, welche weißes Rauschen erzeugen. Dieses Rauschen wird ausgewertet und soll je nach Gemütslage der Menschen, die in der Umgebung leben, unterschiedliche Eigenschaften haben. So soll z. B. anhand von digitalisierten Rauschwerten der „Zustand“ des „globalen Bewusstseins“ ermittelt werden können.

## Beispiel: Terroranschläge vom 11. September 2001
Auf der Webseite des Projektes sind zahlreiche Analysen von bedeutenden Ereignissen publiziert, die die Funktionsfähigkeit des „globalen Bewusstseins“ deutlich machen sollen. Demnach wäre etwa bereits einige Stunden vor den Anschlägen am 11. September ein bemerkenswerter Ausschlag in den Messdaten zu verzeichnen gewesen. Bei einer Prüfung der Behauptungen kamen E. C. May und S. James P. Spottiswoode zu dem Schluss, dass die vermeintlichen Ausschläge ein Produkt willkürlicher Verfahrens- und Parameterwahl wären.

## Kritik
Ein großes Manko dieses Feldversuchs sind die fehlenden echten Kontrollversuche. Für Kontrollzwecke werden keine echten Zufallsdaten aus dem GCP-Netzwerk verwendet, sondern Pseudozufallsdaten. Das Global Consciousness Project präsentiert auf seiner Website zwar die Ergebnisse und das Signifikanzniveau zu besonderen medialen Ereignissen, aber es fehlen Vergleichsdaten aus anderen Zeitabschnitten, in denen es keine besonderen Ereignisse oder für die es keine Vorhersagen gab. Erst ein Vergleich zwischen den „Ereignisdaten“ und echten „Kontrolldaten“ aus den Zufallsgeneratoren im „Leerlauf“ würde ein Urteil darüber erlauben, ob die hier beobachteten Effekte wirklich auffällig sind.

## Filmische Dokumentationen
- „Bewusstsein ist nicht auf unseren Kopf beschränkt“ - Dr. Roger Nelson im Gespräch, 2014.